# Ka'er
Ka'er (kinesiska: 喀尔乡, 喀尔) är en socken i Kina. Den ligger i provinsen Sichuan, i den sydvästra delen av landet, omkring 210 kilometer nordväst om provinshuvudstaden Chengdu.
Genomsnittlig årsnederbörd är 1 047 millimeter. Den regnigaste månaden är juni, med i genomsnitt 231 mm nederbörd, och den torraste är december, med 5 mm nederbörd.